# Trachusa pendleburyi
Trachusa pendleburyi är en biart som först beskrevs av Cockerell 1927.  Trachusa pendleburyi ingår i släktet hartsbin, och familjen buksamlarbin. Inga underarter finns listade i Catalogue of Life.